# Condado de Grand Traverse
El condado de Grand Traverse (en inglés: Grand Traverse County, Míchigan), fundado en 1851, es uno de los 83 condados del estado estadounidense de Míchigan. En el año 2000 tenía una población de 77.654 habitantes con una densidad poblacional de 64 personas por km². La sede del condado es Traverse City.

## Geografía
Según la Oficina del Censo, el condado tiene un área total de 1557 km² (601,2 mi²), de la cual 1204 km² (464,9 mi²) es tierra y 352 km² (135,9 mi²) es agua.

## Condados adyacentes
- Condado de Antrim (noreste)
- Condado de Kalkaska (Este)
- Condado de Wexford (sur)
- Condado de Benzie (oeste)
- Condado de Leelanau (noroeste)

## Demografía
En el 2000 la renta per cápita promedia del condado era de $43 169, y el ingreso promedio para una familia era de $51 211. El ingreso per cápita para el condado era de $22 111. En 2000 los hombres tenían un ingreso per cápita de $34 796 frente a los $24 139 que percibían las mujeres. Alrededor del 5,90% de la población estaba bajo el umbral de pobreza nacional.

## Lugares

### Ciudades
- Traverse City

### Villas
- Fife Lake
- Kingsley

### Lugares designados del censo
- Chums Corner
- Grawn
- Interlochen

### Municipios
- Municipio de Acme
- Municipio de Blair
- Municipio de East Bay Charter
- Municipio de Fife Lake
- Municipio de Garfield Charter
- Municipio de Grant
- Municipio de Green Lake
- Municipio de Long Lake
- Municipio de Mayfield
- Municipio de Paradise
- Municipio de Peninsula
- Municipio de Union
- Municipio de Whitewater